# Skyler Shaye
Skyler Anna Shaye (Los Angeles, 14 ottobre 1986) è un'attrice statunitense.
È meglio conosciuta per il ruolo di Cloe in Bratz e per quello di Kylie in Un genio in pannolino 2.

## Carriera d'attrice
Skyler recita sin da bambina. Ha interpretato il suo primo film, Il soldatino di latta, a otto anni, diretta dal suo padrino, l'attore Jon Voight. 
Ha poi continuato a lavorare nel cinema e in televisione. Ha avuto un ruolo ricorrente in Family Affair, remake di Tre nipoti e un maggiordomo per la rete di Warner Brother. È poi apparsa nel film della HBO Manhood e ha anche recitato come guest star nel telefilm Grey's Anatomy in 3 episodi, il primo della prima stagione, il primo della dodicesima e l'ottavo della sedicesima; è comparsa anche come guest star in Criminal Minds e Veronica Mars. 

## Filmografia

### Cinema
- The Whispering (1996)
- Manhood, regia di Bobby Roth (2003)
- Un genio in pannolino 2 (Baby Geniuses 2), regia di Bob Clark (2004)
- Berkeley , regia di Bobby Roth (2005)
- The Legend of Simon Conjurer, regia di Q. Mark (2006)
- Bratz (Bratz: The Movie), regia di Sean McNamara (2007)
- The Uninvited, regia di Charles Guard e Thomas Guard (2009)
- A Cinderella Story: Once Upon a Song, regia di Damon Stantostefano (2011)
- Beyond (2012)
- Dangerous Game: The Legacy Murders, regia di Sean McNamara (2022)

### Televisione
- Grey's Anatomy – serie TV (2005, 2019)
- Veronica Mars – serie TV (2006)
- Criminal Minds – serie TV (2006)

## Doppiatrici italiane
Nelle versioni in italiano delle opere in cui ha recitato, Skyler Shaye è stata doppiata da:
- Perla Liberatori in Grey's Anatomy (ep. 1x01)
- Valentina Favazza in Grey's Anatomy (ep. 12x12)
- Barbara Pitotti in Grey's Anatomy (ep. 16x18)
- Gea Riva in Dangerous Game: The Legacy Murders
- Francesca Manicone in Bratz